# Coppa Intercontinentale 1967 (pallacanestro)
La Coppa intercontinentale di pallacanestro del 1967 si è giocata in Italia nelle città di Varese, Napoli e Roma. Parteciparono le italiane Olimpia Milano e Pallacanestro Varese, i cecoslovacchi dello Slavia Praga, i brasiliani del SC Corinthians e gli statunitensi Akron Wingfoots dalla lega NABL.

## Risultati

### Turno preliminare
|                |                 |         |
| Olimpia Milano | Slavia VŠ Praga | 82 - 77 |

### Tabellone finale
|  | Semifinali           | Semifinali           | Semifinali   |              |                 | Finale          | Finale | Finale |  |
|  |                      |                      |              |              |                 |                 |        |        |  |
|  | Pall. Varese         | Pall. Varese         | 79           |              |                 |                 |        |        |  |
|  | Pall. Varese         | Pall. Varese         | 79           |              |                 |                 |        |        |  |
|  | Olimpia Milano       | Olimpia Milano       | 70           |              |                 |                 |        |        |  |
|  | Olimpia Milano       | Olimpia Milano       | 70           |              | Akron Wingfoots | Akron Wingfoots | 78     |        |  |
|  |                      |                      |              |              | Akron Wingfoots | Akron Wingfoots | 78     |        |  |
|  |                      |                      | Pall. Varese | Pall. Varese | 72              |                 |        |        |  |
|  | Akron Wingfoots      | Akron Wingfoots      | Pall. Varese | Pall. Varese | 72              | 57              |        |        |  |
|  | Akron Wingfoots      | Akron Wingfoots      |              |              |                 |                 |        |        |  |
|  | Corinthians Paulista | Corinthians Paulista | 52           |              |                 |                 |        |        |  |

| Coppa Intercontinentale 1967 |
| ---------------------------- |
| Akron Wingfoots 1º titolo    |

## Formazione vincitrice
| N° | Naz.                   | Ruolo | Sportivo       |  | Alt. |  |
| -- | ---------------------- | ----- | -------------- |  | ---- |  |
| 4  | Stati Uniti (bandiera) | P     | Vern Benson    |  |      |  |
| 5  | Stati Uniti (bandiera) | P     | Calvin Fowler  |  |      |  |
| 6  | Stati Uniti (bandiera) |       | Roger Hanson   |  |      |  |
| 7  | Stati Uniti (bandiera) | P     | Jim Rayl       |  |      |  |
| 8  | Stati Uniti (bandiera) | A     | Jim King       |  |      |  |
| 9  | Stati Uniti (bandiera) | A     | Jay Miller     |  |      |  |
| 10 | Stati Uniti (bandiera) | A     | Ed Corell      |  |      |  |
| 11 | Stati Uniti (bandiera) | A     | Eddie Bodkin   |  |      |  |
| 12 | Stati Uniti (bandiera) | A     | Mike Patterson |  |      |  |
| 13 | Stati Uniti (bandiera) | C     | Dan Anderson   |  |      |  |
| 14 | Stati Uniti (bandiera) | C     | Mike Dabich    |  |      |  |
| 15 | Stati Uniti (bandiera) | C     | Mike McCoy     |  |      |  |
|    | Stati Uniti (bandiera) | All.  | Hank Vaughn    |  |      |  |